# Quivicán
Quivicán è un comune di Cuba, situato nella provincia di Mayabeque.